# Mount Durham
Mount Durham är ett berg i Antarktis. Det ligger i Västantarktis. Nya Zeeland gör anspråk på området. Toppen på Mount Durham är 860 meter över havet, eller 295 meter över den omgivande terrängen. Bredden vid basen är 4,4 km.
Terrängen runt Mount Durham är huvudsakligen kuperad, men västerut är den platt. Trakten är obefolkad. Det finns inga samhällen i närheten.